# La vagabonda (film)
La vagabonda è un film muto del 1918 diretto da Musidora e da Eugenio Perego. Perego è stato un regista milanese che, nella sua carriera, dal 1913 al 1927, girò quarantadue film.
Per Musidora, celeberrima protagonista dei serial di Louis Feuillade, questa è una delle sei pellicole che diresse dal 1918 al 1924. L'attrice ne fu anche sceneggiatrice e interprete principale.
Il soggetto è uno dei numerosissimi adattamenti per lo schermo di un romanzo di Colette.

## Produzione
Il film fu prodotto dalla Film d'Arte Italiana

## Distribuzione
Distribuito dalla Film d'Arte Italiana, il film uscì nelle sale nel 1918.

### Data di uscita
- Italia  1918
- Francia	22 marzo 1918

Alias
- La Vagabonde	Francia
- The Vagabond	Internazionale